# Epidiascop

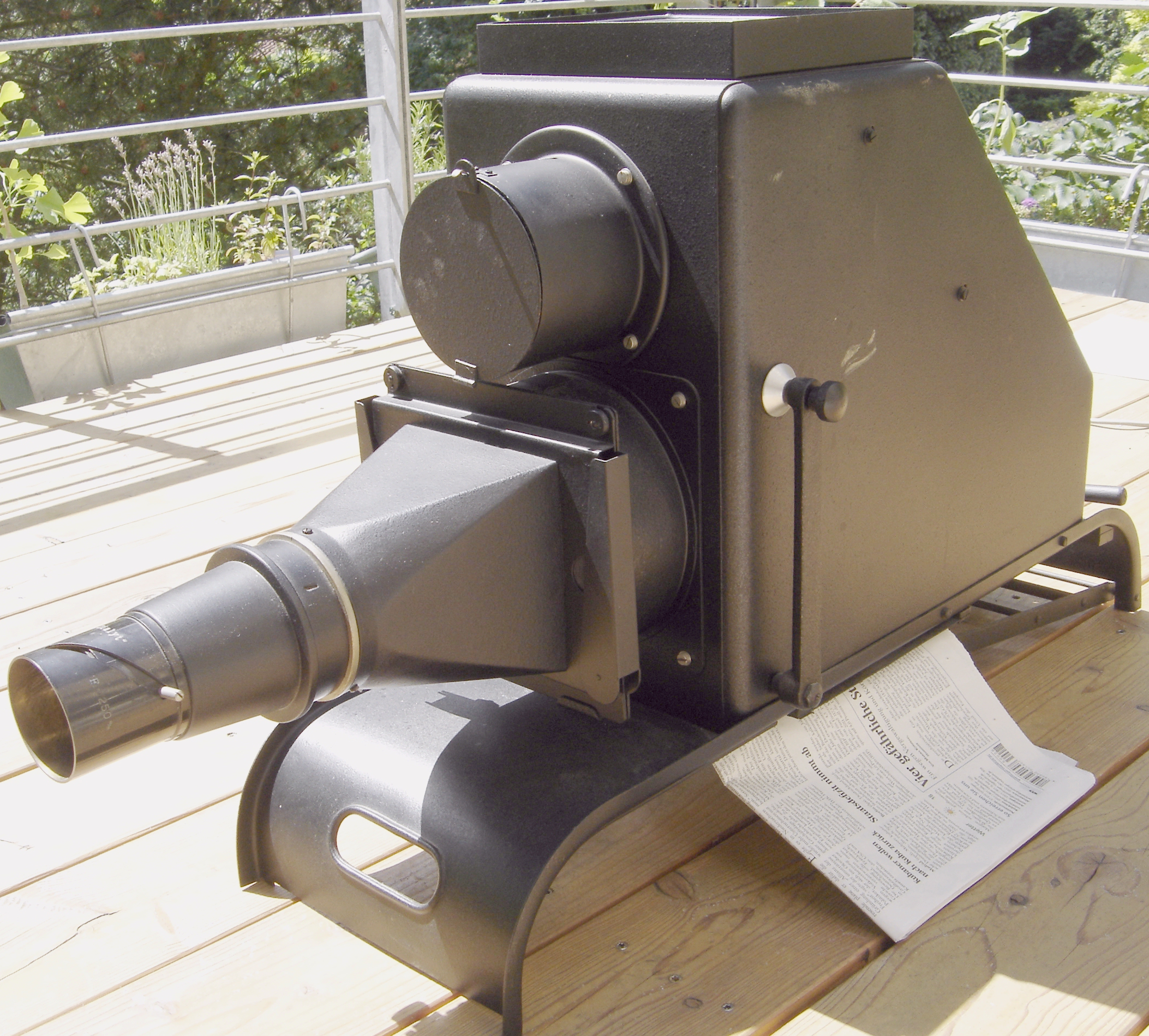
Epidiascop marca Hensoldt, Wetzlar

Epidiascoapele (din greaca veche επί, epi, „pe el”, δία, dia, „prin” și σκοπεῖν, skopein, „a privi”) sunt proiectoare⁠(d) care pot fi folosite atât ca proiectoare de lumină reflectată (episcopes), cât și ca proiectoare de lumină transmisă (ca proiectoare de diapozitive). În epidiascopul prezentat în stânga, lentila superioară mare este folosită pentru proiecția episcopică a unui șablon care urmează să fie introdus în dispozitiv de jos. Între corp și lentila inferioară, sunt introduse diapozitivele (de format mare).
Producătorii cunoscuți sunt/au fost, de exemplu, Ed. Liesegang, Leitz sau Hensoldt. La fel ca episcoapele, epidiascoapele au fost adesea înlocuite cu videoproiectoarele⁠(d) de astăzi.